# Аркадьева, Ирина Аркадьевна
Ири́на Арка́дьевна Арка́дьева (в замужестве — Красикова; 25 декабря 1929, Вышний Волочёк, Московская область, РСФСР, СССР — 2 июля 2016, Кострома, Россия) — советская и российская театральная актриса и режиссёр. Заслуженная артистка Казахской ССР, народная артистка РСФСР (1984).

## Биография
Родилась в семье актёра.
В 1948 г. окончила театральное училище в Алма-Ате, куда семья была эвакуирована из блокадного Ленинграда. Десять лет работала в труппе Алма-Атинского русского театра. В 28 лет была удостоена звания заслуженной артистки Казахской ССР.
Позже работала во многих городах страны. После Алма-Аты — Вильнюс, Волгоград, Орел. В 1970-х гг. работала в Тюменском драматическом театре.
С 1967 по 1970 г. и с 1978 г. работала в Костромском драматическом театре.
Несколько раз избиралась депутатом Костромского горсовета. Руководила работой студенческого литературного театра на филологическом факультете Костромского государственного университета. Возглавляла областное отделение Детского фонда.
В 1997 г. ей было присвоено звание почётного гражданина города Костромы, в 2005 — области.

## Награды и премии
- Премия администрации Костромской области в сфере театрального искусства им. А. Н. Островского в номинации: «За вклад в развитие театрального искусства» (2015)
- Премия администрации Костромской области в сфере театрального искусства им. А. Н. Островского в номинации: «За вклад в развитие театрального искусства» (2014)
- Премия администрации Костромской области в сфере театрального искусства им. А. Н. Островского в номинации: «За вклад в развитие театрального искусства» (2008)
- «Приза зрительских симпатий» (2004)
- Орден Дружбы (11 октября 2001) — за многолетнюю плодотворную деятельность в области культуры и искусства, большой вклад в укрепление дружбы и сотрудничества между народами[3]
- Народная артистка РСФСР (11 мая 1984)
- Орден «Знак Почёта» (3 января 1959) — за выдающиеся заслуги в развитии казахского искусства и литературы и в связи с декадой казахского искусства и литературы в гор. Москве
- Заслуженная артистка Казахской ССР
- Государственная премия Литовской ССР — за исполнение роли Даши в спектакле «Битва в пути»
- Почётный гражданин Костромской области

## Роли в театре

### Актриса
- «Дядя Ваня» А. П. Чехов — Мария Васильевна Войницкая
- «Месяц в деревне» И. С. Тургенев — Анна Семеновна Ислаева
- «Дуэнья» Р. Шеридан — Дуэнья
- «Пиковая дама» А. С. Пушкин — графиня Томская
- «Женитьба» Н. В. Гоголь — Фёкла Ивановна
- «Гарольд и Мод» — Мод
- «Деревья умирают стоя» Алехандро Касона — Синьора Бальбоа
- «Странная миссис Сэвидж» Джон Патрик — миссис Этель Сэвидж
- «Пока она умирала» Надежда Птушкина — Софья Ивановна

### Режиссёр-постановщик
- «Двое на качелях» У. Гибсона
- «Смеяться, восхищаться, и любить, любить, любить!..» В. И. Савинова, Ф. А. Кони
- «Горе от ума» А. Грибоедова

## Фильмография
1. 2007 — Иное (8-я серия «Чет-нечет») — гадалка
2. 2016 — Молчаливая вода (короткометражный)